# Haddon (Cambridgeshire)
Haddon – wieś w Anglii, w hrabstwie Cambridgeshire, w dystrykcie Huntingdonshire. Leży 46 km na północny zachód od miasta Cambridge i 113 km na północ od Londynu.